# ولز (آلاسکا)
ولز (به انگلیسی: Wales) شهری در ناحیه سرشماری نوم، آلاسکا ایالت آلاسکا است که جمعیت آن در سرشماری سال ۲۰۰۰ میلادی ۱۵۲ نفر بوده‌است.